# Shahjehan
Shahjehan ist ein erfolgreiches Hindi-Filmdrama von A. R. Kardar aus dem Jahr 1946. Die Geschichte ist in ein historisches Umfeld um den Mogul Shah Jahan eingebettet und betont die beiden typischen Motive im Zusammenhang mit Shah Jahan, sein Engagement für Gerechtigkeit und das aus Liebe erbaute Taj Mahal.

## Handlung
Der Poet Sohail sieht einst ein schönes Mädchen namens Ruhi, Tochter des Rajputen-Generals Jwala Singh, und preist ihre Schönheit in dem Liebeslied Mere Sapnon Ki Rani. Das Lied wird so populär und Ruhi bekannt, dass einige enttäuschte Verehrer Ruhis Hochzeitsprozession stören und im Handgemenge fünf der Brüder Ruhis umkommen, die versucht hatten sie zu beschützen.
Schließlich bittet Ruhis Vater den Eroberer Shah Jahan um Hilfe. Shah Jahan nimmt Ruhi an sich und verspricht sie zur Lösung des Problems an denjenigen zu verheiraten, der ein Kunstwerk schaffen kann, das den "Himmel auf Erden" darstellt. Den Wettstreit gewinnt Sohail mit dem Lied Kar Lijiye Chal Kar Meri Jannat Ke Nazare, doch Ruhi liebt eigentlich den persischen Bildhauer Shiraz.
Shah Jahan gerät über das Dilemma mit seiner Frau Mumtaz Mahal in Streit. Auf ihrem Sterbebett verspricht er ihr, ein Monument zu bauen, das ihre Liebe widerspiegelt. Shiraz soll das Monument bauen, doch zuvor soll auch er einen vergleichbaren Verlust wie den Shah Jahans erfahren.
Ruhis Vater gibt vor Ruhi getötet zu haben. Völlig aufgelöst vor Schmerz baut Shiraz den Taj Mahal. Es stellt sich danach heraus, dass Ruhi noch am Leben ist, da Sohail sein Leben zur Rettung des ihrigen geopfert hat.

## Musik
| Lied                                     | Sänger                      |
| ---------------------------------------- | --------------------------- |
| Gham Diye Mustakil                       | K. L. Saigal                |
| Kar Lijiye Chal Ke Meri Jannat Ke Nazare | K. L. Saigal                |
| Jab Dil Hi Toot Gaya                     | K. L. Saigal                |
| Chah Barbaad Karegi                      | K. L. Saigal                |
| Aye Dil-e-Beqarar Jhoom                  | K. L. Saigal                |
| Mere Sapnon Ki Rani Roohi                | Mohammad Rafi, K. L. Saigal |
| Jab Usne Gesu Bikhraye                   | Shamshad Begum              |
| Jawani Ke Daaman Ko Rangeen Bana Le      | Shamshad Begum              |
| Aag Lagi Dil Me Wo                       | Naseem Akhtar               |
| Barbad Na Kar De Kahin                   | Naseem Akhtar               |

Die Liedtexte zur Musik von Naushad schrieben Majrooh Sultanpuri und Kumar Barabankavi. Es war der Beginn der Karriere Sultanpuris beim Film.
Das Lied Jab Dil Hi Tut Gaya gehört zu den bekanntesten Liedern im Repertoire des Sängers und Schauspielers K. L. Saigal.

## Kritiken
Während Historienfilme über die Mogulzeit üblicherweise die Legenden der Männlichkeit der Mogule in den Vordergrund stellen, geht dieser darüber hinaus und überschreitet die Trennung von politischen und persönlichen Geschichten.